# かごめかごめ/ふたりキャンプ feat.SPECIAL OTHERS
『かごめかごめ / ふたりキャンプ feat.SPECIAL OTHERS』（かごめかごめ / ふたりキャンプ フィーチャリング スペシャルアザーズ）は、オーイシマサヨシの15作目のシングル。2025年8月6日にポニーキャニオンより発売。

## 概要
前作『主人公になろう! feat.鈴木愛理 / L'oN』以来約6か月ぶりのリリースとなる。本作は「通常盤」、「CD＋Blu-ray盤」の全2形態での発売となっている。
表題曲はそれぞれ、TVアニメ『地縛少年花子くん2』後編オープニングテーマと、TVアニメ『ふたりソロキャンプ』のエンディングテーマとなっており、オーイシがTVアニメのエンディングテーマを担当するのは『沼』以来約6年ぶりとなる。
「ふたりキャンプ」では、ジャムバンドSPECIAL OTHERSがフィーチャリングアーティストとして参加しており、オーイシ名義の楽曲に男性アーティストが参加するのはオーイシマサヨシ×加藤純一名義でリリースした『ドラゴンエネルギー』以来約7年ぶりとなり、ボーカル以外のフィーチャリングは今回が初となる。

## 収録曲
| 全作詞・作曲: 大石昌良。 |                                                      |           |            |                          |      |
| #                        | タイトル                                             | 作詞      | 作曲・編曲 | 編曲                     | 時間 |
| 1.                       | 「かごめかごめ」                                     | 大石昌良  | 大石昌良   | 大石昌良                 | 2:59 |
| 2.                       | 「ふたりキャンプ feat.SPECIAL OTHERS」               | 大石昌良  | 大石昌良   | 大石昌良、SPECIAL OTHERS | 3:48 |
| 3.                       | 「かごめかごめ」(TV edit.)                           | 大石昌良  | 大石昌良   |                          | 1:33 |
| 4.                       | 「ふたりキャンプ feat.SPECIAL OTHERS」(TV edit.)     | 大石昌良  | 大石昌良   |                          | 1:32 |
| 5.                       | 「かごめかごめ」(Instrumental)                       | 大石昌良  | 大石昌良   |                          | 2:59 |
| 6.                       | 「ふたりキャンプ feat.SPECIAL OTHERS」(Instrumental) | 大石昌良  | 大石昌良   |                          | 3:47 |
| 合計時間:                | 合計時間:                                            | 合計時間: | 16:38      |                          |      |

| #  | タイトル                             | 作詞 | 作曲・編曲 |
| -- | ------------------------------------ | ---- | ---------- |
| 1. | 「かごめかごめ (Official Video)」    |      |            |
| 2. | 「かごめかごめ (Behind The Scenes)」 |      |            |

## 楽曲解説
かごめかごめ
TVアニメ『地縛少年花子くん2』のオープニングテーマで、2025年7月6日に先行配信され、同日ミュージックビデオが公開された。
花子くんシリーズのテーマソングを担当するのは今回で3回目となるが、その中で初めてオーイシ自身が作詞作曲編曲を手掛けた楽曲となった。
ふたりキャンプ feat.SPECIAL OTHERS
SPECIAL OTHERSがフィーチャリングアーティストとして演奏と共同編曲で参加している。TVアニメ『ふたりソロキャンプ』のエンディングテーマで、2025年7月11日に先行配信された。